# 万济圆
万济圆（2002年7月13日—），籍贯浙江诸暨，生于黑龙江，中国女子篮球运动员。曾联同队友王丽丽、杨舒予和张芷婷代表中国参加2020年夏季奥林匹克运动会女子三对三篮球比赛。结果获得铜牌。

## 外部連結
- 万济圆在fiba.basketball（英语）
- 万济圆在archive.fiba.com（archived）（英语）
- 万济圆在fiba3x3.com（英语）
- 万济圆在Olympics.com（英语）
- 万济圆在Olympedia（英语）